# Innocent Pictures
Innocent Pictures ApS er et filmselskab oprettet af Zentropa i 2001.
Selskabet specialiserer i pornofilm for kvinder og har produceret undervisnings-dvd'en Femi-X and Beyond (2004), med Joan Ørting som vært, samt spillefilmen All About Anna (2005), med Gry Bay og Mark Stevens i hovedrollerne.
Desuden varetager selskabet distribution og promotion af Puzzy Power-filmene Constance (1998), Pink Prison (1999) og HotMen CoolBoyz (2000).
Innocent Pictures, der blev selvstændigt i 2003, ledes af Claus Sørensen og Nicolas Barbano.